# أرخبيل سولور

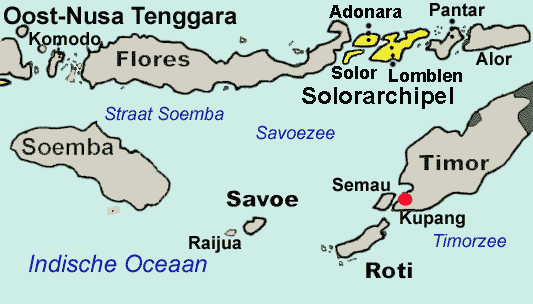
جزر سولور (باللون الأصفر) ضمن مقاطعة نوسا تنقارا الشرقية

أرخبيل سولور هي مجموعة الجزر في جزر سوندا الصغرى في إندونيسيا وتقع شرق فلوريس وغرب مضيق ألور وجزر ألور. شمال الأرخبيل يقع الجزء الغربي من بحر باندا، بينما جنوباً وعبر بحر سافو تقع جزيرة تيمور. من أكبر الجزر (من الغرب إلى الشرق) جزيرة سولور وجزيرة أدونارا وجزيرة ليمباتا (المعروفة سابقا باسم لومبلين)، إضافة للعديد من الجزر الصغيرة كذلك.
يتبع أرخبيل سولور إداريا مقاطعة نوسا تنقارا الشرقية. تبلغ مساحتها 473.5 ميل مربع (1،226.38 كم²) ويبلغ عدد سكانها 106312 نسمة (2008 تقدير).
بالإضافة إلى اللغة الإندونيسية الوطنية، فإن السكان يتحدثون أيضا لغة لاماهولوت بوصفها لغة مشتركة. هناك أيضا العديد من اللغات المحلية، على سبيل المثال لغة أدونارا المستخدمة في جزيرتي أدونارا وسولور.